# België op de Olympische Jeugdzomerspelen 2010
België was een van de deelnemers aan de Olympische Jeugdzomerspelen 2010 in Singapore, de eerste editie van de Olympische Jeugdspelen. De Belgische delegatie telde 52 leden: 28 jongens en 24 meisjes. België was succesvol op de Spelen: er werden acht medailles gewonnen, waaronder drie gouden. De medailles in teamverband niet mee tellend, eindigde België 27ste in het medailleklassement.

## Medailleoverzicht
| Sport                                                                    | Olympiër            | Discipline     | Medaille |
| ------------------------------------------------------------------------ | ------------------- | -------------- | -------- |
| Judo                                                                     | Lola Mansour        | -78 kg (v)     | Goud     |
| Volleybal                                                                | Team                | meisjes        | Goud     |
| Judo                                                                     | Toma Nikiforov      | -100 kg (m)    | Zilver   |
| Hockey                                                                   | Team                | jongens        | Brons    |
| Kanovaren                                                                | Hermien Peters      | K1 sprint      | Brons    |
| Als lid van een gemengd landenteam (telt niet mee voor landenklassement) |                     |                |          |
| Paardensport                                                             | Nicola Philippaerts | gemengd team   | Goud     |
| Judo                                                                     | Lola Mansour        | gemengd team   | Zilver   |
| Tennis                                                                   | An-Sophie Mestach   | dubbelspel (v) | Brons    |

## Deelnemers en resultaten
(m) = mannen, (v) = vrouwen 

### Atletiek
| Olympiër   | Onderdeel                | Kwalificaties | Kwalificaties | Finale    | Finale |
| Olympiër   | Onderdeel                | Resultaat     | Plaats        | Resultaat | Plaats |
| ---------- | ------------------------ | ------------- | ------------- | --------- | ------ |
| Arnaud Art | Polsstokhoogspringen (m) | 4m70          | 6de Q         | 4m85      | 6de    |
| Bram Ghuys | Hoogspringen (m)         | 2m10          | 1ste Q        | 2m14      | 5de    |

### Boogschieten
| Zoé Gobbels | Individueel (v)                     | 603  | 12de | Aleksandra Wojnicka 7-1 | Seema Verma 7-3 | Mariana Avitia 2-6 | Uitgeschakeld | Uitgeschakeld | Uitgeschakeld | Uitgeschakeld | Uitgeschakeld |
| Zoé Gobbels | Gemengd team (met Frantisek Hajduk) | 1206 | 10de | Iryna Hul Siyue Luo 2-6 | Uitgeschakeld   | Uitgeschakeld      | Uitgeschakeld | Uitgeschakeld | Uitgeschakeld |               |               |

### Gymnastiek
Jongens
| Olympiër          | Onderdeel             | Finale   | Finale | Finale | Finale | Finale   | Finale  | Finale | Finale |
| Olympiër          | Onderdeel             | Vloer    | Paard  | Ringen | Sprong | Brug     | Rekstok | Totaal | Plaats |
| ----------------- | --------------------- | -------- | ------ | ------ | ------ | -------- | ------- | ------ | ------ |
| Thomas Neuteleers | Kwalificatie meerkamp | 14,200 Q | 12,650 | 13,900 | 14,750 | 14,200 Q | 13,800  | 83,500 | 8ste Q |
| Thomas Neuteleers | Vloer                 | 13,850   |        |        |        |          |         |        | 4de    |
| Thomas Neuteleers | Brug                  |          |        |        |        | 13,775   |         |        | 5de    |
| Thomas Neuteleers | Finale meerkamp       | 14,150   | 11,850 | 13,550 | 14,800 | 13,950   | 13,550  | 81,850 | 10de   |

Meisjes
| Olympiër          | Onderdeel            | Finale | Finale | Finale | Finale | Finale | Finale |
| Olympiër          | Onderdeel            | Vloer  | Balk   | Sprong | Brug   | Totaal | Plaats |
| ----------------- | -------------------- | ------ | ------ | ------ | ------ | ------ | ------ |
| Eline Vandersteen | Meerkamp individueel | 11,700 | 12,750 | 13,400 | 11,500 | 49,350 | 25ste  |

### Hockey
Jongens
| Spelers | Groepsfase             | Groepsfase | Troostfinale           | Troostfinale |
| Spelers | Tegenstander Resultaat | Plaats     | Tegenstander Resultaat | Plaats       |
| --- | ---------------------- | ---------- | ---------------------- | ------------ |
| Quentin Bigare Mathew Cobbaert Dimitri Cuvelier Nicolas de Kerpel Bjorn Delmoitie Arno Devreker Matthias Dubois Arnaud Flamand Alexander Hendrickx Antoine Legrain Gaëtan Perez Louis Rombouts Dorian Thiery Benjamin Van Dam Arthur Van Doren Thomas Vander Gracht | Chili 9-0              | 3de        | Ghana 4-1              | Brons        |
| Quentin Bigare Mathew Cobbaert Dimitri Cuvelier Nicolas de Kerpel Bjorn Delmoitie Arno Devreker Matthias Dubois Arnaud Flamand Alexander Hendrickx Antoine Legrain Gaëtan Perez Louis Rombouts Dorian Thiery Benjamin Van Dam Arthur Van Doren Thomas Vander Gracht | Singapore 7-1          | 3de        | Ghana 4-1              | Brons        |
| Quentin Bigare Mathew Cobbaert Dimitri Cuvelier Nicolas de Kerpel Bjorn Delmoitie Arno Devreker Matthias Dubois Arnaud Flamand Alexander Hendrickx Antoine Legrain Gaëtan Perez Louis Rombouts Dorian Thiery Benjamin Van Dam Arthur Van Doren Thomas Vander Gracht | Australië 3-6          | 3de        | Ghana 4-1              | Brons        |
| Quentin Bigare Mathew Cobbaert Dimitri Cuvelier Nicolas de Kerpel Bjorn Delmoitie Arno Devreker Matthias Dubois Arnaud Flamand Alexander Hendrickx Antoine Legrain Gaëtan Perez Louis Rombouts Dorian Thiery Benjamin Van Dam Arthur Van Doren Thomas Vander Gracht | Ghana 6-3              | 3de        | Ghana 4-1              | Brons        |
| Quentin Bigare Mathew Cobbaert Dimitri Cuvelier Nicolas de Kerpel Bjorn Delmoitie Arno Devreker Matthias Dubois Arnaud Flamand Alexander Hendrickx Antoine Legrain Gaëtan Perez Louis Rombouts Dorian Thiery Benjamin Van Dam Arthur Van Doren Thomas Vander Gracht | Pakistan 2-3           | 3de        | Ghana 4-1              | Brons        |

### Judo
| Olympiër       | Onderdeel | Eerste ronde                  | Kwartfinale | Halve finale | Finale | Finale |
| Olympiër       | Onderdeel | Tegenstander Resultaat        | Tegenstander Resultaat | Tegenstander Resultaat | Tegenstander Resultaat | Plaats |
| -------------- | --- | ----------------------------- | --- | --- | --- | ------ |
| Toma Nikiforov | -100 kg (m) | Bolot Toktogonov W met wazari | Shayan Nasirpourdizaji W met wazari | Marius Piepke W met ippon | Ryosuke Igarashi V met yuko | Zilver |
| Lola Mansour   | -78 kg (v) | Una Svetlana Tuba W met yuko  | Milica Savic W met ippon | Urska Potocnik W met yuko | Natalia Kubin W met yuko | Goud   |
| Lola Mansour   | Gemengd team (met Marius Piepke Jennet Geldybayeva Dulguun Otgonbayar Anna Dmitrieva Jeremy Saywell Babacar Cisse Haley Baxter) |                               | Team Osaka Tang Jing Fang: W met ippon Abdulrahman Anter: V met yuko Brandon Arends: W met wazari Laura Naginkaite: V met wazari Alexios Ntanatsidis: V met ippon Natalie Kubin: V met yuko Bruno Abel Villalba: W met ippon Sothea Sam: W met ippon Eindstand: 4-4 (gewonnen met punten) | Team Tokio Gaelle Nemorin: W met ippon Batuhan Efemgil: V met yuko Seul Bi Bae: W met ippon Fabio Basile: V met ippon Kevin Fernandez: W met ippon Rotem Shor: V met ippon Kseniya Darchuk: W met ippon Patrik Ferreira Martins: W met ippon Eindstand: 5-3 | Team Essen Lesly Cano W met ippon Pedro Rivadulla: V met wazari Andrea Kirsandova: V met ippon Kairat Agibayev: V met wazari Miku Tashiro: V met ippon Daryl Lokuku Ngambomo: V met ippon Alex Maxell Garcia Mendoza: V met yuko Eindstand: 1-6 | Zilver |

### Kanovaren
| Olympiër       | Onderdeel     | Kwalificaties | Kwalificaties | Eerste ronde              | Herkansingen           | Derde ronde                | Vierde ronde            | Vijfde ronde              | Medaillerace                  | Medaillerace  |
| Olympiër       | Onderdeel     | Tijd          | Plaats        | Tegenstander Resultaat    | Tegenstander Resultaat | Tegenstander Resultaat     | Tegenstander Resultaat  | Tegenstander Resultaat    | Tegenstander Resultaat        | Plaats        |
| -------------- | ------------- | ------------- | ------------- | ------------------------- | ---------------------- | -------------------------- | ----------------------- | ------------------------- | ----------------------------- | ------------- |
| Hermien Peters | K1 sprint (v) | 1.42,67       | 4de           | Ben Ismail Afef W 1.44,99 |                        | Mariya Kichasova W 1.43,27 | Joanna Bruska W 1.44,52 | Ramona Fadarski V 1.53,53 | Maria Elena Monleon W 1.46,76 | Brons         |
| Hermien Peters | K1 slalom (v) | 1.48,36       | 9de           | Huang Jiyie W 1.46,14     |                        | Wang Nan Feng W 1.46,85    | Jessica Fox V 1.46,52   | Uitgeschakeld             | Uitgeschakeld                 | Uitgeschakeld |

### Paardensport
| Olympiër            | Onderdeel                                                                      | Finale      | Finale  | Finale      | Finale  | Finale      | Finale |
| Olympiër            | Onderdeel                                                                      | Ronde A     | Ronde A | Ronde B     | Ronde B | Totaal      | Totaal |
| Olympiër            | Onderdeel                                                                      | Strafpunten | Plaats  | Strafpunten | Plaats  | Strafpunten | Plaats |
| ------------------- | ------------------------------------------------------------------------------ | ----------- | ------- | ----------- | ------- | ----------- | ------ |
| Nicola Philippaerts | Individueel                                                                    | 8           | 16de    | 12          | 23ste   | 20          | 23ste  |
| Nicola Philippaerts | Team (met Wojciech Dahlke, Martin Fuchs, Valentina Isoardi & Carian Scudamore) | 4           | 1ste    | 4           | 1ste    | 8           | Goud   |

### Roeien
| Olympiër                | Onderdeel | Reeksen | Reeksen | Herkansingen | Herkansingen | Halve finale C/D | Halve finale C/D | Finale C | Finale C |
| Olympiër                | Onderdeel | Tijd    | Plaats  | Tijd         | Plaats       | Tijd             | Plaats           | Tijd     | Plaats   |
| ----------------------- | --------- | ------- | ------- | ------------ | ------------ | ---------------- | ---------------- | -------- | -------- |
| Eveline Peleman         | Skiff (v) | 3.57,23 | 11de QR | 4.08,69      | 16de QC      | 4.16,25          | 18de QC          | 4.12,33  | 16de     |
| Jean-Benoît Valschaerts | Skiff (m) | 3.28,79 | 11de QR | 3.35,50      | 14de QC      | 3.46,62          | 17de QC          | 3.35,95  | 14de     |

### Taekwondo
| Olympiër      | Onderdeel  | Voorronde             | Kwartfinale           | Halve finale          | Finale                | Plaats                |
| ------------- | ---------- | --------------------- | --------------------- | --------------------- | --------------------- | --------------------- |
| Nikki Pauwels | -44 kg (v) | Teruggetrokken (ziek) | Teruggetrokken (ziek) | Teruggetrokken (ziek) | Teruggetrokken (ziek) | Teruggetrokken (ziek) |

### Tafeltennis
| Olympiër            | Onderdeel                     | Eerste ronde                                          | Eerste ronde | Tweede ronde                                                | Tweede ronde  | Kwartfinale            | Halve finale           | Finale                 |
| Olympiër            | Onderdeel                     | Tegenstander Resultaat                                | Plaats       | Tegenstander Resultaat                                      | Plaats        | Tegenstander Resultaat | Tegenstander Resultaat | Tegenstander Resultaat |
| ------------------- | ----------------------------- | ----------------------------------------------------- | ------------ | ----------------------------------------------------------- | ------------- | ---------------------- | ---------------------- | ---------------------- |
| Emilien Vanrossomme | Enkelspel (m)                 | Avik Das: 3-0 Leonardo Mutti: 3-1 Stefan Leitgeb: 3-1 | 1ste Q       | Kwang Song Kim: 3-1 Ondrej Bajger: 3-2 Tzu-Hsiang Hung: 1-3 | 2de Q         | Simon Gauzy 1-4        | Uitgeschakeld          | Uitgeschakeld          |
| Emilien Vanrossomme | Gemengd team (met Maria Xiao) | Intercontinentaal 3: 3-0 Frankrijk: 1-2 Europa 6: 3-0 | 2de Q        | Intercontinentaal 1: 1-2                                    | Uitgeschakeld | Uitgeschakeld          | Uitgeschakeld          | Uitgeschakeld          |

### Tennis
| Olympiër          | Onderdeel                        | Eerste ronde    | Eerste ronde | Tweede ronde                                  | Tweede ronde | Kwartfinale                 | Kwartfinale   | Halve finale              | Halve finale  | Troostfinale                        | Troostfinale  | Troostfinale  |
| Olympiër          | Onderdeel                        | Tegenstander    | Resultaat    | Tegenstander                                  | Resultaat    | Tegenstander                | Resultaat     | Tegenstander              | Resultaat     | Tegenstander                        | Resultaat     | Plaats        |
| ----------------- | -------------------------------- | --------------- | ------------ | --------------------------------------------- | ------------ | --------------------------- | ------------- | ------------------------- | ------------- | ----------------------------------- | ------------- | ------------- |
| An-Sophie Mestach | Enkelspel (v)                    | Marianne Jodoin | 6-2 6-0      | Joelija Poetintseva                           | 4-6 0-6      | Uitgeschakeld               | Uitgeschakeld | Uitgeschakeld             | Uitgeschakeld | Uitgeschakeld                       | Uitgeschakeld | Uitgeschakeld |
| An-Sophie Mestach | Dubbelspel (v) (met Tímea Babos) |                 |              | Niriantsa Rasolomalala Zarah Razafimahatratra | 6-1 6-3      | Sachie Ishizu Emi Mutaguchi | 4-6 6-3 14-12 | Haochen Tang Saisai Zheng | 6-3 3-6 7-10  | Darja Gavrilova Joelija Poetintseva | 6-2           | Brons         |

### Triatlon
Jongens
| Olympiër       | Onderdeel                                                       | Zwemmen (0,75 km) | Overgang 1 | Fietsen (20 km) | Overgang 2 | Lopen (5 km) | Totaal     | Plaats |
| -------------- | --------------------------------------------------------------- | ----------------- | ---------- | --------------- | ---------- | ------------ | ---------- | ------ |
| Thomas Jurgens | Individueel                                                     | 8.38              | 0.30       | 28.44           | 0.25       | 19.18        | 57.35,16   | 17de   |
| Thomas Jurgens | Gemengd team (met Andrew Hood, Annie Thoren & Ellnor Thorogood) |                   |            |                 |            |              | 1:22.54,12 | 7de    |

Meisjes
| Olympiër           | Onderdeel                                                         | Zwemmen (0,75 km) | Overgang 1 | Fietsen (20 km) | Overgang 2 | Lopen (5 km) | Totaal     | Plaats |
| ------------------ | ----------------------------------------------------------------- | ----------------- | ---------- | --------------- | ---------- | ------------ | ---------- | ------ |
| Charlotte Deldaele | Individueel                                                       | 9.34              | 0.34       | 34.22           | 0.25       | 20.29        | 1:05.24,66 | 16de   |
| Charlotte Deldaele | Gemengd team (met Raquel Mafra Rocha, Diego Paz & Andriy Sirenko) |                   |            |                 |            |              | 1:23.49,96 | 10de   |

### Volleybal
Meisjes
| Spelers | Groepsfase                                               | Groepsfase | Halve finale                       | Finale                                         | Plaats |
| Spelers | Groep B                                                  | Plaats     | Halve finale                       | Finale                                         | Plaats |
| --- | -------------------------------------------------------- | ---------- | ---------------------------------- | ---------------------------------------------- | ------ |
| Delfien Brugman Valerie El Houssine Laura Heyrman Laurine Klinkenberg Tara Lauwers Lotte Penders Elien Ruysschaert Ilka Van de Vyver Lore Van Den Vonder Asja Van Hengel Sophie Van Nimmen Karolien Vleugels | Egypte 3-0 (25-11, 25-12, 25-10)                         | 2de        | Peru 3-1 (25-19,19-25,25-21,25-22) | Verenigde Staten 3-1 (17-25,25-20,25-18,25-12) | Goud   |
| Delfien Brugman Valerie El Houssine Laura Heyrman Laurine Klinkenberg Tara Lauwers Lotte Penders Elien Ruysschaert Ilka Van de Vyver Lore Van Den Vonder Asja Van Hengel Sophie Van Nimmen Karolien Vleugels | Verenigde Staten 2-3 (22-25, 25-15, 20-25, 25-18, 11-15) | 2de        | Peru 3-1 (25-19,19-25,25-21,25-22) | Verenigde Staten 3-1 (17-25,25-20,25-18,25-12) | Goud   |

### Wielersport
| Olympiër          | Mountainbike  | Mountainbike | BMX    | BMX    | Wegrit | Wegrit | Tijdrit        | Tijdrit | Totaal | Totaal |
| Olympiër          | Plaats        | Punten       | Plaats | Punten | Plaats | Punten | Plaats         | Punten  | Punten | Plaats |
| ----------------- | ------------- | ------------ | ------ | ------ | ------ | ------ | -------------- | ------- | ------ | ------ |
| Matthias Somers   |               |              | 17de   | 72     | 66ste  | −4     |                |         |        |        |
| Laurens Sweeck    | 3de (+1.19)   | 17           |        |        | 29ste  | −4     |                |         |        |        |
| Boris Vallée      |               |              |        |        | 1ste   | −4     | 6de (+0.10)    | 14      |        |        |
| Tori Van de Perre | 19de (+11.05) | 40           | 6de    | 18     |        |        | 28ste (+35,78) | 40      |        |        |
| Totaal team       |               |              |        |        |        |        |                |         | 197    | 4de    |

### Zeilen
| Olympiër         | Onderdeel      | Race | Race | Race | Race | Race | Race | Race | Race | Race | Race | Race | Punten | Finaleplaats |
| Olympiër         | Onderdeel      | 1    | 2    | 3    | 4    | 5    | 6    | 7    | 8    | 9    | 10   | MR   | Punten | Finaleplaats |
| ---------------- | -------------- | ---- | ---- | ---- | ---- | ---- | ---- | ---- | ---- | ---- | ---- | ---- | ------ | ------------ |
| Andrea Vanhoorne | Windsurfen (v) | 14   | 12   | 16   | 15   | 14   | 8    | 14   | 14   | DSQ  | 14   | 17   | 138    | 15de         |

### Zwemmen
Jongens
| Olympiër      | Onderdeel        | Reeksen | Reeksen | Halve finale  | Halve finale  | Finale        | Finale        |
| Olympiër      | Onderdeel        | Tijd    | Plaats  | Tijd          | Plaats        | Tijd          | Plaats        |
| ------------- | ---------------- | ------- | ------- | ------------- | ------------- | ------------- | ------------- |
| Bastien Soret | 200 m wisselslag |         |         | 2.08,80       | 20ste         | Uitgeschakeld | Uitgeschakeld |
| Bastien Soret | 100 m rugslag    | 59,15   | 21ste   | Uitgeschakeld | Uitgeschakeld | Uitgeschakeld | Uitgeschakeld |
| Bastien Soret | 200 m rugslag    |         |         | 2.09,56       | 16de          | Uitgeschakeld | Uitgeschakeld |

Meisjes
| Olympiër         | Onderdeel        | Reeksen                        | Reeksen                        | Halve finale                   | Halve finale                   | Finale                         | Finale                         |                                |                                |
| Olympiër         | Onderdeel        | Tijd                           | Plaats                         | Tijd                           | Plaats                         | Tijd                           | Plaats                         |                                |                                |
| ---------------- | ---------------- | ------------------------------ | ------------------------------ | ------------------------------ | ------------------------------ | ------------------------------ | ------------------------------ | ------------------------------ | ------------------------------ |
| Sarah Wegria     | 50 m vrije slag  | Teruggetrokken (gebroken pols) | Teruggetrokken (gebroken pols) | Teruggetrokken (gebroken pols) | Teruggetrokken (gebroken pols) | Teruggetrokken (gebroken pols) | Teruggetrokken (gebroken pols) |                                |                                |
| Sarah Wegria     | 100 m vrije slag | 57,55                          | 6de Q                          | 58,23                          | 15de                           | Uitgeschakeld                  | Uitgeschakeld                  |                                |                                |
| Sarah Wegria     | 200 m vrije slag |                                |                                | Teruggetrokken (gebroken pols) | Teruggetrokken (gebroken pols) | Teruggetrokken (gebroken pols) | Teruggetrokken (gebroken pols) | Teruggetrokken (gebroken pols) | Teruggetrokken (gebroken pols) |
| Jolien Vermeylen | 200 m wisselslag |                                |                                | 2.22,66                        | 12de                           | Uitgeschakeld                  | Uitgeschakeld                  |                                |                                |
| Jolien Vermeylen | 100 m schoolslag | 1.13,85                        | 19de                           | Uitgeschakeld                  | Uitgeschakeld                  | Uitgeschakeld                  | Uitgeschakeld                  |                                |                                |
| Jolien Vermeylen | 200 m rugslag    |                                |                                | 2.35,18                        | 7de Q                          | 2.34,20                        | 7de                            |                                |                                |

Afghanistan · Albanië · Algerije · Amerikaanse Maagdeneilanden · Amerikaans-Samoa · Andorra · Angola · Antigua en Barbuda · Argentinië · Armenië · Aruba · Australië · Azerbeidzjan · Bahama's · Bahrein · Bangladesh · Barbados · België · Belize · Benin · Bermuda · Bhutan · Bolivia · Bosnië en Herzegovina · Botswana · Brazilië · Britse Maagdeneilanden · Brunei · Bulgarije · Burkina Faso · Burundi · Cambodja · Canada · Centraal-Afrikaanse Republiek · Chili · China · Chinees Taipei · Colombia · Comoren · Congo-Brazzaville · Congo-Kinshasa · Cookeilanden · Costa Rica · Cuba · Cyprus · Denemarken · Djibouti · Dominica · Dominicaanse Republiek · Duitsland · Ecuador · Egypte · El Salvador · Equatoriaal-Guinea · Eritrea · Estland · Ethiopië · Fiji · Filipijnen · Finland · Frankrijk · Gabon · Gambia · Georgië · Ghana · Grenada · Griekenland · Groot-Brittannië · Guam · Guatemala · Guinee · Guinee‑Bissau · Guyana · Haïti · Honduras · Hongarije · Hongkong · Ierland · IJsland · India · Indonesië · Irak · Iran · Israël · Italië · Ivoorkust · Jamaica · Japan · Jemen · Jordanië · Kaaimaneilanden · Kaapverdië · Kameroen · Kazachstan · Kenia · Kirgizië · Kiribati · Koeweit · Kroatië · Laos · Lesotho · Letland · Libanon · Liberia · Libië · Liechtenstein · Litouwen · Luxemburg · Macedonië · Madagaskar · Malawi · Malediven · Maleisië · Mali · Malta · Marshalleilanden · Marokko · Mauritanië · Mauritius · Mexico · Micronesië · Moldavië · Monaco · Mongolië · Montenegro · Mozambique · Myanmar · Namibië · Nauru · Nederland · Nederlandse Antillen · Nepal · Nicaragua · Nieuw-Zeeland · Niger · Nigeria · Noord-Korea · Noorwegen · Oeganda · Oekraïne · Oezbekistan · Oman · Oostenrijk · Oost‑Timor · Pakistan · Palau · Palestina · Panama · Papoea-Nieuw-Guinea · Paraguay · Peru · Polen · Portugal · Puerto Rico · Qatar · Roemenië · Rusland · Rwanda · Saint Kitts en Nevis · Saint Lucia · Saint Vincent en Grenadines · Salomonseilanden · Samoa · San Marino · Sao Tomé en Principe · Saoedi-Arabië · Senegal · Servië · Seychellen · Sierra Leone · Singapore · Slovenië · Slowakije · Soedan · Somalië · Spanje · Sri Lanka · Suriname · Swaziland · Syrië · Tadzjikistan · Tanzania · Thailand · Togo · Tonga · Trinidad en Tobago · Tsjaad · Tsjechië · Tunesië · Turkije · Turkmenistan · Tuvalu · Uruguay · Vanuatu · Venezuela · Verenigde Arabische Emiraten · Verenigde Staten · Vietnam · Wit-Rusland · Zambia · Zimbabwe · Zuid-Afrika · Zuid-Korea · Zweden · Zwitserland